# بطولة باوليستا 1973
بطولة باوليستا 1973 هو موسم من بطولة باوليستا، وهي الدوري الأعلى على مستوى ولاية ساو باولو البرازيلية. أشرف على تنظيمه اتحاد باوليستا لكرة القدم ‏، وكان عدد الأندية المشاركة فيه 18. قرر اتحاد الكرة منح اللقب لكل من نادي سانتوس ونادي بورتوغيزا بعد خلاف في نتيجة المباراة النهائية. كان بيليه هداف البطولة برصيد 11 هدفًا.